# Баевка (историческая местность Нижнего Новгорода)
Баевка — бывший посёлок, ныне — часть Московского района Нижнего Новгорода. Располагается рядом с авиастроительным заводом «Сокол».
Одно из преданий рассказывает о происхождении основных деревень заречной части Нижнего Новгорода, описывая людей, от которых произошли их названия, как участников сопротивления нашествию на Русь. Все они погибли, а деревню, ставшую позже посёлком, назвали «Баевкой» потому, что там ещё и сейчас ведутся разговоры об этой трагедии.